# Hunajn ibn Ishak
Hunajn ibn Ishak (syr. Hunein bit Ishak, arab. أبو زيد حنين بن إسحاق العبادي; w źródłach łacińskich wymieniany jako Johannitius ur. 809, zm. 873) – znany i wpływowy uczony średniowieczny w kręgu wschodniego chrześcijaństwa, lekarz, tłumacz dzieł z zakresu medycyny i nauk przyrodniczych z greki klasycznej na język arabski. Wprawdzie pewne źródła arabskie podają, że był Arabem, oraz że pochodził "z jednego z plemion arabskich z okolic Al-Hiry, i przyjął chrześcijaństwo", podobnie jak niektóre współczesne opracowania naukowe inne źródła współczesne podają, że był Asyryjczykiem. W każdym razie władał biegle arabskim, syryjskim i greką.

## Życiorys
Hunajn urodził się w Al-Hirze, tuż koło Al-Kufy, w rodzinie lekarza, z wyznania nestorianina. W młodości udał się do Bagdadu, gdzie podjął studia medyczne pod kierunkiem Masawajha. Hunajn nauczył się greki i zaczął prywatnie tłumaczyć greckie traktaty medyczne na arabski. W 830 objął kierownictwo nad Bajt al-Hikma, słynnym bagdadzkim "Domem Mądrości", sponsorowanym przez Abbasydów, placówką naukową, zajmująca się przekładem traktatów z greki klasycznej na język arabski, popularyzacją wiedzy starożytnych Greków oraz prowadzącą sporą bibliotekę. Przetłumaczył wiele traktatów Galena i jego uczniów na język syryjski oraz 39 pozycji na język arabski; dzięki temu wiele cennych dzieł Galena zachowało się do naszych czasów. Hunajn przetłumaczył m.in. traktaty autorstwa Arystotelesa, jak "Kategorie", "Fizyka", "Etyka nikomachejska", Platona, jak "Państwo", "Timajos", "Prawa", dzieła Hipokratesa, Dioskuridesa (ok. 50 r. n.e.), Klaudiusza Ptolemeusza oraz księgi Starego Testamentu z Septuaginty – greckiego przekładu Biblii. Ta ostatnia nie dochowała się do naszych czasów.
Poza tłumaczeniami jest autorem traktatów, głównie z dziedziny medycyny ogólnej. Jego prace wywierały ogromny wpływ na świat nauki w Europie, co najmniej do XV w. Jego syn Ishak Ibn Hunajn pomagał mu w tłumaczeniu oraz sam był autorem pewnych prac.
Husajn jest autorem dwóch podręczników dla studentów medycyny. Pierwszym był Masā’il fī al-ṭibb, który był wprowadzeniem do medycyny. Drugim był Masā’il fī al-‘ayn dotyczący zagadnień okulistycznych. Były one napisane w praktycznej formie pytań i odpowiedzi, która to forma wywodziła się z logiki arystotelesowskiej i w czasach Husajna była stosowana w chrześcijańskich i żydowskich dyskusjach teologicznych. Jego podręczniki były oparte na klasycznej teorii medycyny starożytnej o czterech humorach, które wypełniały ludzkie ciało (patologia humoralna). Podręczniki Husajna przetłumaczono na łacinę prawdopodobnie na początku XI wieku i były szeroko stosowanymi w edukacji medycznej aż do XVI wieku. Jego dzieło było wstępną częścią (Isagoge) pierwszego w średniowieczu, 6-tomowego całościowego podręcznika medycyny (Articella). Articella była stosowana w prawdopodobnie pierwszej europejskiej szkole medycznej – włoskiej Scuola Salernitana, a ponadto także na uniwersytetach w Paryżu, Bolonii, Oxfordzie, Montpellier i Padwie. 

## Twórczość
Uważano go za najlepszego tłumacza tamtych czasów. Od dziecka był dwujęzyczny: władał syryjskim i arabskim, nauczonym w domu, przez co ceniono go wyżej niż innych tłumaczy. Tłumaczył głównie prace dotyczące medycyny i filozofii. Przypisuje mu się wyszkolenie wielu przyszłych tłumaczy. Sam Hunajn opisuje swoją pracę na marginesie zbioru dzieł Galena, "De methodo medendi", następująco:
"Do pierwszych sześciu ksiąg miałem w tym czasie do dyspozycji tylko jeden rękopis, i to do tego bardzo nieścisły. Dlatego nie mogłem ukończyć tych ksiąg zgodnie z przyjętymi wymogami. Następnie przejrzałem inny rękopis, porównałem z poprzednim tekstem i w miarę możliwości naniosłem poprawki. Byłoby lepiej, gdybym mógł zestawić z nim jeszcze trzeci rękopis, o ile tylko na taki szczęśliwie natrafię."

## Hunajn i kalif Al-Mutawakkil
Hunajn słynął ze swej etyki zawodowej jako lekarz. Prawdopodobnie kalif Al-Mutawakkil (847-861) zdecydował przeegzaminować Hunajna proponując mu olbrzymią sumę pieniędzy za spreparowanie trucizny, którą zamierzał użyć przeciw jakiemuś wrogowi; Hunajn nie przyjął zlecenia, więc kalif zaoferował większą kwotę. Wtedy Hunajn oznajmił, że jego etyka zawodowa nakazuje mu leczyć, a nie szkodzić. Al-Mutawakkil kazał go uwięzić, i zagroził mu egzekucją za nieposłuszeństwo. Ale Hunajn wciąż odmawiał, więc Al-Mutawakil kazał go uwolnić i sowicie wynagrodzić za godną naśladowania uczciwość.